# Tuberolabium celebicum
Tuberolabium celebicum är en orkidéart som först beskrevs av Rudolf Schlechter, och fick sitt nu gällande namn av Jeffrey James Wood. Tuberolabium celebicum ingår i släktet Tuberolabium och familjen orkidéer.
Artens utbredningsområde är Sulawesi. Inga underarter finns listade i Catalogue of Life.